# Дусамареб

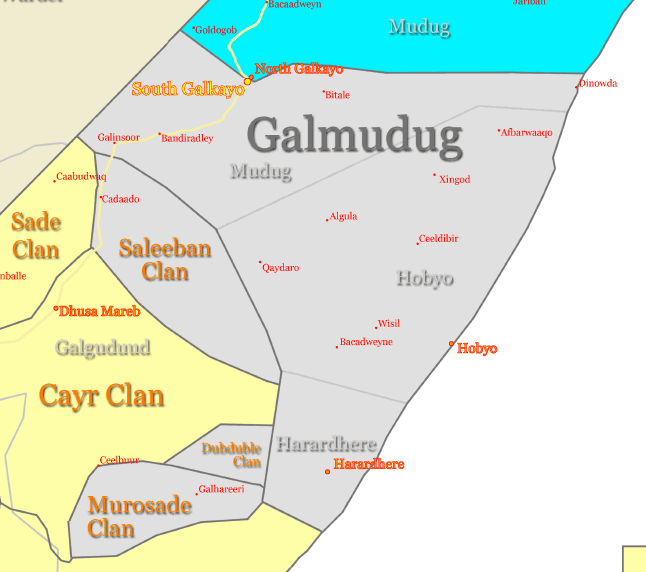
Карта Гальгудуда и Мудуга

Дусамареб (сомал. Dhuusamareeb, араб. طوس مريب‎, итал. Dusa Mareb, также Дуса-Мареб, Дхуса-Мареб) — город в центральной части Сомали. Административный центр сомалийской провинции региона Гальгудуд, центр одноимённого района Дусамареб.

## Население
По оценкам  2000 года население города составляло 10,500 человек. Население всего района составляло 91,260 человек. В городе преобладает сомалийский клан  Айр (Cair), который входит в клан Хабар Гидир.

## Политическая ситуация
C 24 апреля 2011 года город находится под контролем  группировки Ахлу-Сунна валь-Джамаа, которая находится в союзе с Переходным федеральным правительством Сомали. Город был отбит от Харакат аш-Шабаба.
Однако сообщается о вооружённых противостояниях между правительственными войсками и Ахлу-Сунна валь-Джамаа в конце 2014 года по причине разногласий, касающихся статуса Галгудуда и занятии  Дусамареба правительственными войсками.

## Образование
В городе имеется университет неполного обучения.

## Знаменитые люди города
- Абди Фарах Ширдон - бывший премьер-министр Сомали.